# 永丰酒
永丰酒，曾名永丰加饭酒，是北京出产的一系列白酒。1949年9月，华北野战军任丘“益泉涌”酒厂随军迁此，合并裕兴烧锅成立“黄村酒厂”，1958年改名为“国营大兴酒厂”，2003年改制成为股份制。除二锅头外，永丰酒系列尚包括京王子、醉流霞、四坛春和黄酒。